# Fenek
Fenek ou coelho é um dos pratos mais populares de Malta e é servido em quase todos os restaurantes. 
No "stuffat tal-fenek", ou "coelho guisado", o coelho, cortado em pedaços, é passado por farinha de trigo temperada com sal e pimenta e frito em azeite até ficar dourado. Depois, fica a guisar com uma mistura de cebola, alho, tomate, batata e cenoura cortados em pedaços pequenos, folhas de louro e outras ervas aromáticas e vinho tinto. Quando todos os ingredientes já estiverem cozidos, juntam-se ervilhas, os rins e o fígado do coelho; se ficar seco, junta-se mais vinho. 